# 1972年ミュンヘンオリンピックのスイス選手団
1972年ミュンヘンオリンピックのスイス選手団（1972ねんミュンヘンオリンピックのスイスせんしゅだん）は、1972年8月26日から9月11日にかけて西ドイツのミュンヘンで開催された1972年ミュンヘンオリンピックのスイス選手団、およびその競技結果。

## 概要
今大会は銀メダル3個、合計3個のメダルを獲得した。メダル獲得数は26位だった。

## メダル
| メダル | 選手名             | 競技   | 種目                  | 参考                                                   |
| ------ | ------------------ | ------ | --------------------- | ------------------------------------------------------ |
| 銀     | ザビエル・クルマン | 自転車 | 男子4000m個人追い抜き | 1968年メキシコシティーオリンピックでは銅メダルだった。 |